# Berrya javanica
Berrya javanica är en malvaväxtart som först beskrevs av Porphir Kiril Nicolai Stepanowitsch Turczaninow, och fick sitt nu gällande namn av Karl Ewald Maximilian Burret. Berrya javanica ingår i släktet Berrya och familjen malvaväxter. Inga underarter finns listade i Catalogue of Life.